# Bloc de constitutionnalité

Schéma d'ensemble du bloc de constitutionnalité (la charte de l'environnement de 2004 est intégrée au « bloc de constitutionnalité » en 2005)

Le bloc de constitutionnalité désigne, en droit français, l'ensemble des normes de référence disposant d'un niveau égal à la Constitution du 4 octobre 1958. Il s'agit par conséquent de la Constitution au sens large, un ensemble de normes juridiques, de principes et de règles de valeur constitutionnelle appliqué par le Conseil constitutionnel (qui n'a jamais lui-même employé l'expression « bloc de constitutionnalité »).

## Concept
Le concept de bloc de constitutionnalité a été théorisé par Louis Favoreu dans les mélanges Eisenmann en 1975. L'expression, proposée dès 1970 par Claude Emeri dans la Revue du droit public, est inspirée du bloc de légalité, terme originaire du droit administratif français.
Le bloc est constitué de trois parties principales :
- d'abord, la Constitution du 4 octobre 1958 (l'ensemble du texte)[4] ;
- ensuite, des normes complémentaires explicites ou écrites, à savoir ce préambule et les textes auxquels il renvoie (Déclaration des droits de l'homme et du citoyen de 1789, préambule de la Constitution de 1946, Charte de l'environnement de 2004) ;
- enfin, des normes complémentaires implicites ou non écrites, à savoir les principes fondamentaux reconnus par les lois de la République (PFRLR) et les autres principes ou objectifs à valeur constitutionnelle.

Le bloc de constitutionnalité figure au sommet de la hiérarchie des normes. Pour autant, il ressort de la jurisprudence du Conseil constitutionnel qu'il n’y a pas de hiérarchie entre ces différents éléments : ainsi, les dispositions contenues dans la Constitution stricto sensu ne prévalent pas sur celles de la Déclaration des droits de l'homme et du citoyen de 1789 ; de même, une norme explicitement citée dans l'un des textes appartenant au bloc de constitutionnalité n’est pas supérieure à une norme implicite, énoncée par le Conseil constitutionnel.
La notion de bloc de constitutionnalité a permis au Conseil constitutionnel d’exercer un contrôle plus strict sur la loi, se basant sur de plus nombreux principes : certains auteurs[Lesquels ?] ont regretté cette création jurisprudentielle et craint que ce contrôle, élargi et approfondi, procède d'un gouvernement des juges, attentatoire aux prérogatives du pouvoir législatif et du pouvoir exécutif.

## Jusqu'en 1971, la Constitutionstricto sensu
De sa création en 1958 jusqu'à 1971, le Conseil constitutionnel s'appuyait uniquement, pour contrôler les actes portés devant lui, sur la Constitution stricto sensu, mais y inclus explicitement le préambule à compter d'une décision de juin 1970,. Son contrôle portait donc essentiellement sur le respect des formes institutionnelles, les articles de la Constitution étant pauvres en énoncés de principe concernant directement le citoyen (si ce n'est l'article 66 qui prohibe la détention arbitraire).

## À partir de 1971, la Constitutionlato sensu
Par sa décision fondatrice Liberté d'association du 16 juillet 1971, le Conseil constitutionnel s'est donné les moyens d'exercer désormais un contrôle au fond des valeurs constitutionnelles. Pour cela, il a donné une valeur constitutionnelle au préambule de la Constitution du 4 octobre 1958 et donc aux textes qui s'y trouvaient cités : le préambule de la Constitution du 27 octobre 1946 et la Déclaration des droits de l'homme et du citoyen du 26 août 1789. En consacrant ainsi des textes qui n'étaient que déclaratoires, le Conseil constitutionnel s'est érigé en protecteur des droits et libertés des citoyens et en garant de l'État de droit. Ces différents éléments du bloc de constitutionnalité lui ont progressivement été adjoints par le Conseil constitutionnel, à la suite du préambule adjoint en 1971. Par ailleurs, en 2005, une révision constitutionnelle a modifié le préambule de la Constitution afin d'y citer également la Charte de l'environnement qui fait ainsi désormais partie, elle aussi, du bloc de constitutionnalité, forme de validation explicite par le constituant de l'extension réalisée par le juge constitutionnel.

### Normes complémentaires explicites ou écrites

#### Préambule de la Constitution de 1958
Le préambule de la Constitution de 1958 est en lui-même bref et peu normatif : l'intérêt de l'intégrer à la norme constitutionnelle réside dans les textes qu'il cite expressément (lesquels constituent des normes complémentaires explicites ou écrites) ou dans les principes auxquels il renvoie directement ou indirectement, sans les citer ou les lister précisément (lesquels constituent des normes complémentaires implicites ou non-écrites).

#### Préambule de la Constitution de 1946
Autant le préambule de la Constitution de 1958 est bref, autant celui de la Constitution de 1946, auquel le précédent renvoie, est développé, ayant quasiment la valeur d'une nouvelle déclaration des droits de l'homme (dans un contexte politique marqué par le programme de la Résistance, qui résultait notamment d'un compromis entre le Parti communiste français et la démocratie chrétienne). Les principes politiques, économiques et sociaux ainsi précisés ont été consacrés par le Conseil constitutionnel par sa décision du 15 janvier 1975 sur l'interruption volontaire de grossesse. En plus du droit à la santé, le Conseil a sur cette base consacré l'égalité entre hommes et femmes, le droit d'asile, la liberté syndicale, le droit de grève ou le droit à l'emploi : ces principes ont été décrits par la doctrine comme des droits-créances impliquant, de la part de l'État, des prestations positives et non la simple obligation de s’abstenir d’y porter atteinte.

#### Déclaration des droits de l'homme et du citoyen
Citée par le préambule de la Constitution de 1946 et celui de celle de 1958, la Déclaration des droits de l'homme et du citoyen est officiellement entrée dans le bloc de constitutionnalité avec la décision dite Taxation d'office du 27 décembre 1973 (relative au principe d'égalité). Par la suite, le Conseil constitutionnel a explicitement consacré plusieurs droits et libertés de cette Déclaration, comme la liberté religieuse ; la liberté d'expression ; l'égalité de tous devant la loi, les emplois publics ou l'impôt ; la non-rétroactivité des lois pénales plus sévères ; la proportionnalité des peines ou encore la propriété comme « droit inviolable et sacré ».

#### Charte de l'environnement
Introduite dans le préambule de la Constitution de 1958 par la loi constitutionnelle du 1er mars 2005, elle est essentiellement composée d’articles déclaratoires, au nombre de dix : on retiendra l'article 5, qui consacre le principe de précaution et dispose que « lorsque la réalisation d'un dommage, bien qu'incertaine en l'état des connaissances scientifiques, pourrait affecter de manière grave et irréversible l'environnement, les autorités publiques veillent, par application du principe de précaution et dans leurs domaines d'attributions, à la mise en œuvre de procédures d'évaluation des risques et à l'adoption de mesures provisoires et proportionnées afin de parer à la réalisation du dommage ».
- Article 1er : « Chacun a le droit de vivre dans un environnement équilibré et respectueux de la santé. »

- Art. 2 : « Toute personne a le devoir de prendre part à la prévention et à l'amélioration de l'environnement. »

### Normes complémentaires implicites ou non-écrites

#### Principes fondamentaux reconnus par les lois de la République (PFRLR)
Les principes fondamentaux reconnus par les lois de la République (PFRLR) sont également mentionnés, sans être listés, dans le préambule de 1946. Le Conseil constitutionnel a donc, avec une large marge d’appréciation, consacré à ce titre la liberté de conscience, la liberté d'association, la liberté d'enseignement, l'indépendance des professeurs d'universités ou encore le respect des droits de la défense. Leur première reconnaissance s'est faite, précisément, le 16 juillet 1971 par la décision Liberté d'association. Un PFRLR doit, selon deux décisions du 20 juillet 1988 et du 4 juillet 1989 du Conseil constitutionnel, répondre à trois conditions :
- être tiré d'une législation républicaine (ce qui écarte toute législation promulguée sous un régime de monarchie constitutionnelle, sous l'Empire ou sous le régime de Vichy) ;
- être tiré d'une législation intervenue avant l'entrée en vigueur du préambule de la Constitution de 1946 ;
- ne pas avoir été démenti par une autre législation républicaine (au nom d'une nécessité de constance et de répétition).

À ces trois conditions cumulatives s'ajoutent deux conditions dégagées par la suite par le Conseil constitutionnel :
- le principe fondamental reconnu par les lois de la République doit revêtir un caractère général et non-contingent (décision n°93-321 DC du 20 juillet 1993 dite Réforme du code de la nationalité) ;
- le principe fondamental reconnu par les lois de la République doit avoir un caractère fondamental manifeste (décision n°98-407 DC du 14 janvier 1999 dite Mode d'élection des conseillers régionaux).

Parmi ces PFRLR, figurent ceux contenus dans la loi sur la liberté de la presse de 1881, la loi sur les libertés syndicales de 1895, la loi sur la liberté d'association de 1901 ou encore la loi sur la séparation de l’Église et de l’État de 1905 (principe de laïcité). À l'occasion d'une question prioritaire de constitutionnalité sur le Concordat en Alsace-Moselle, le Conseil constitutionnel a confirmé, en février 2013, la validité constitutionnelle de cette institution dérogatoire, jugeant que la tradition républicaine observée par tous les gouvernements depuis 1919 et la Constitution de la Ve République n'ont pas «entendu remettre en cause les dispositions législatives ou réglementaires particulières applicables dans plusieurs parties du territoire de la République lors de l'entrée en vigueur de la Constitution et relatives à l'organisation de certains cultes» : reprenant, dans ses attendus, de larges passages de la loi du 9 décembre 1905, le Conseil constitutionnel a ainsi réaffirmé l'appartenance des principes énoncés par cette loi au bloc de constitutionnalité.

#### Principes à valeur constitutionnelle (PVC)
De façon plus hardie, c’est-à-dire plus éloignée de la lettre même de la Constitution stricto sensu, des principes à valeur constitutionnelle (PVC) ont en outre été dégagés sans être tirés d’un texte spécifique, sur le modèle des principes généraux du droit énoncés par le Conseil d’État. Il en existe huit à la date du 26 juin 2022[à vérifier] :
- la continuité de l'État et du service public (Conseil constitutionnel, Stéphane Pinon, décision no 79-105 DC du 25 juillet 1979) ;
- la protection de la dignité de la personne humaine, (décision no 94-343/344 DC du 27 juillet 1994 et no 2013-674 DC du 1er août 2013[8] : « la sauvegarde de la dignité de la personne humaine contre toute forme d’asservissement et de dégradation est un principe à valeur constitutionnelle ») ;
- la liberté contractuelle (de façon indirecte, par reflet de la liberté de l’article 4 de la Déclaration des droits de l’homme et du citoyen ; décision no 98-401 DC du 10 juin 1998) ;
- la liberté d'entreprendre (décision no 81-132 DC du 16 janvier 1982) ;
- le respect de la vie privée (décision no 94-352 DC du 18 janvier 1995) ;
- le droit d’accès aux documents d’archives publiques (décision no 2017-655 QPC du 15 septembre 2017) ;
- le principe de fraternité (Décision no 2018-717/718 QPC du 6 juillet 2018 - Article 2 : devise Liberté, Égalité, Fraternité, Préambule et Article 72-3 de la Constitution) ;
- le principe de publicité des audiences devant les juridictions civiles et administratives et le principe de publicité des débats et du prononcé du jugement (Décision no 2019-778 DC du 21 mars 2019).

#### Objectifs de valeur constitutionnelle
Enfin, précisant cet ensemble de normes, le Conseil constitutionnel a consacré ce qu'il appelle les « objectifs de valeur constitutionnelle ». Ces objectifs sont apparus dans la décision no 82-141 DC du 27 juillet 1982, dans laquelle le Conseil constitutionnel affirme : « il appartient au législateur de concilier […] l'exercice de la liberté de communication telle qu'elle résulte de l'article 11 de la Déclaration des droits de l'homme, avec […] les objectifs de valeur constitutionnelle que sont la sauvegarde de l'ordre public, le respect de la liberté d'autrui et la préservation du caractère pluraliste des courants d'expression socioculturels. »
Seul un faible nombre de déclarations de non conformité à la Constitution ont été fondées sur ces objectifs.

## Évolutions
L'hétérogénéité des normes du bloc lui ont parfois fait défaut : l'âge des textes et leurs contextes étant très différents, leurs objectifs peuvent parfois diverger. Par exemple, le droit de propriété de La Déclaration des Droits de l'Homme et du Citoyen entre en conflit avec le principe de nationalisation du Préambule de 1946. Ainsi, le Conseil Constitutionnel a parfois dû concilier, tant bien que mal, des principes contraires, comme le droit de grève et le principe à valeur constitutionnelle de continuité du service public, semblant ainsi écarter l'idée selon laquelle il y aurait une hiérarchie des normes à l'intérieur même du bloc.
Si la jurisprudence du Conseil Constitutionnel semble avoir renforcé la protection des libertés dans le bloc de constitutionnalité, son caractère "prétorien" a parfois fragilisé sa légitimité, au point que certains parlent de la "politique saisie par le droit". Certains hommes et femmes politiques, comme Eric Zemmour et Marine Le Pen, y voient une tentative de "gouvernement des juges" en raison de la nature très évolutive de ses normes. Par exemple, le Conseil a parfois omis d'expliciter les normes de référence desquelles il tirait certains principes fondamentaux reconnus par les lois de la République, conduisant Louis Favoreu à les qualifier de "principes à tout faire". Mais le Conseil semble s'être “corrigé” depuis, avec l'application de la "doctrine Vedel" qui a rétabli la nécessité de plus de rigueur dans le fondement de ses principes dans les années 1980. Ainsi, peu de nouveaux PFRLR ont été créés depuis 1971.
Le Conseil a refusé d'intégrer les traités ou accords internationaux dans le bloc de constitutionnalité en 1975. Mais la jurisprudence du Conseil Constitutionnel est appelée à évoluer. Depuis 2006, le Conseil Constitutionnel vérifie si les principes posés par certaines directives sont bien respectés par les lois qui les transposent.